# Hornówek (województwo kujawsko-pomorskie)
Hornówek – wieś w Polsce położona w województwie kujawsko-pomorskim, w powiecie lipnowskim, w gminie Kikół.

## Podział administracyjny
W latach 1975–1998 miejscowość administracyjnie należała do województwa włocławskiego.

## Demografia
Według Narodowego Spisu Powszechnego (III 2011 r.) wieś liczyła 192 mieszkańców. Jest piętnastą co do wielkości miejscowością gminy Kikół.

## Zabytki
Według rejestru zabytków NID na listę zabytków wpisany jest zespół dworski z 2. połowy XIX w., nr rej.: 200/A z 23.04.1986
- dwór
- park
- brama wjazdowa

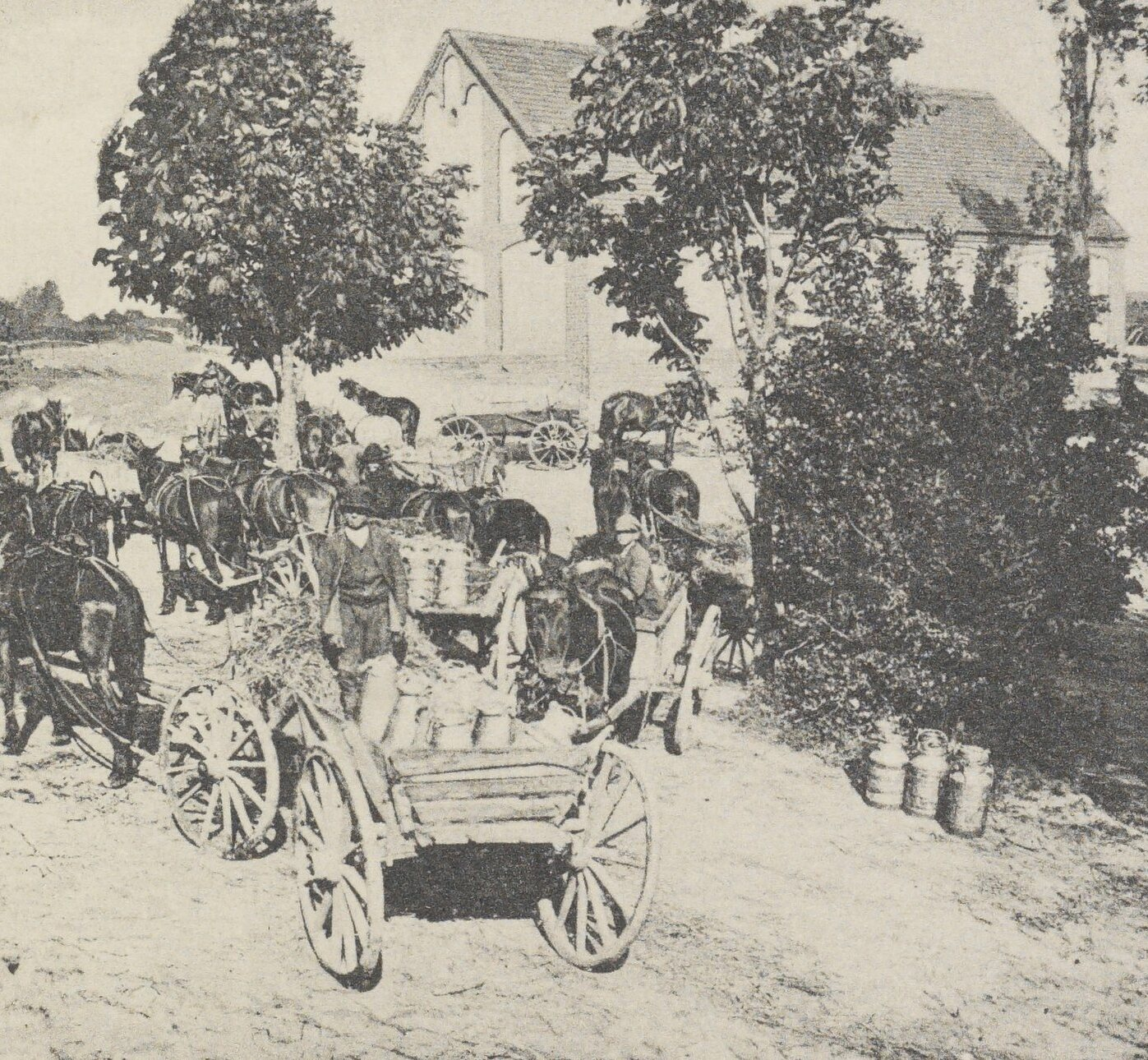
Przed mleczarnią w Hornówku (1908)